# Gottlos – Warum Menschen töten
Gottlos – Warum Menschen töten ist eine dreiteilige Krimiserie, die von RTL II produziert wurde und am 15. Februar 2016 ihre Premiere feierte. Die Reihe basiert auf dem niederländischen Format The Godless.

## Konzept
Die drei 45-minütigen Filme erzählen in sich geschlossene Geschichten, die von authentischen Verbrechen in der Lebenswelt junger Menschen inspiriert sind. Sie nähern sich aus verschiedenen Perspektiven den Fragen, wie ein Mensch zum Mörder wird, was im Leben eines Menschen passieren muss, damit es zur Tat kommt und ob jeder zum Mörder werden kann. Zudem wird gezeigt, ob und wie man mit moderner Technologie potentielle Mörder erkennen und Verbrechen und vielleicht sogar Morde vorhersagen kann. Die Morde stehen in der Serie nicht am Anfang, sondern am Ende einer jeder Geschichte. Ohne Ermittler erlebt der Zuschauer hautnah, wie es zu einem Mord kommt.

## Produktion

### Stab
Die Serie wurde von Bavaria Film produziert. Als Regisseur und Drehbuchautor für alle drei Filme konnte der Grimme-Preisträger Thomas Stiller gewonnen werden. Er wurde bei seiner Arbeit von der Kriminalpsychologin Claudia Brockmann beraten. Als Produzent fungiert Marc Conrad.

### Besetzung
Folge 1
- Sylta Fee Wegmann: Lisa
- Antonio Wannek: Frank
- Lasse Myhr: Alex
- Isabel Thierauch: Jenny

Folge 2
- Matthias Koeberlin: Joachim
- Jule Ronstedt: Olivia
- Leopold Schill: Carsten
- Nina Gnädig: Susanne

Folge 3
- Sabine Vitua: Anna Rückert
- Ralph Herforth: Holger Rückert
- Johannes Franke: Torben Rückert
- François Goeske: Rainer Rückert
- Til Schindler: Bernd

## Episoden
| Nr. | Originaltitel            | Erstausstrahlung D | Regie          | Drehbuch       |
| --- | ------------------------ | ------------------ | -------------- | -------------- |
| 1 | Sex, Drugs & Rock’n Roll | 15. Feb. 2016      | Thomas Stiller | Thomas Stiller |
| Im rauen Biker- und Rockermilieu kommt die arbeitslose und alkoholabhängige Lisa nicht von ihrem gewalttätigen Freund, dem tätowierten, glatzköpfigen Biker Frank, los. In einem Club lernt die Rockerbraut den umgänglichen Fliesenleger Alex kennen, der keinen Alkohol trinkt und auch sonst völlig anders ist als ihr Freund Frank. Alex hilft ihr einen Fremden abzuwehren, der versucht ihren betrunkenen Zustand auszunutzen, die beiden gehen daraufhin außerhalb des Clubs einen Kaffee trinken und tauschen Telefonnummern aus. Als Frank wenig später eine Nachricht von Alex auf Lisas Handy entdeckt, in der dieser schreibt, sie gerne wiedersehen zu wollen, prügelt er seine Freundin krankenhausreif. Als Frank sie später im Krankenhaus besucht, um sich mit ihr zu versöhnen, erklärt Lisa, unterstützt von ihrer Freundin Jenny, dass die Beziehung beendet ist. Frank kommt bei einem Rockerkumpel unter und merkt hier, wie sehr er Lisa vermisst. Unterdessen besucht Alex Lisa im Krankenhaus, und schnell bemerkt sie, dass sie sich ein wenig in den Fliesenleger verliebt hat. Allerdings hatte sich Lisa an den Sex mit Frank gewöhnt, und wenn sie mit Alex schläft, kommt ihr das im Vergleich wie Blümchensex vor. Exfreund Frank, der auf Rache sinnt, es aber auch ohne Lisa nicht mehr aushält, fängt Alex ab, als dieser gerade ihre Wohnung verlässt, schlägt ihn zusammen und droht ihm, beide umzubringen, wenn er weiterhin mit Lisa Kontakt hat. Alex bricht daraufhin den Kontakt zu Lisa ab. Bald schon steht Frank wieder bei Lisa auf der Matte, die neue Schlösser in ihre Wohnungstür hat einbauen lassen, und bittet sie auf Knien um Verzeihung. Nach einer für beide sexuell befriedigenden Nacht kommen sie wieder zusammen. Lisas Mutter ist hiervon schockiert und macht sich begründete Sorgen um ihre Tochter, denn schnell wird Frank Lisa gegenüber wieder aggressiv und zwingt sie zum Oralverkehr. Lisa wehrt sich jedoch, beißt ihn und ersticht ihn, als Frank gerade aufgrund seiner Schmerzen abgelenkt ist, mit dem Schraubenzieher, mit welchem er sie selbst noch kurz zuvor bedroht und zum Sex gezwungen hatte. Während der letzten Sekunden erfährt man, als Text eingeblendet, dass Lisa die Tat erst gar nicht vertuschen wollte und wegen Totschlags zu fünf Jahren Gefängnis verurteilt wurde. |                          |                    |                |                |
| 2 | Der Polizist             | 22. Feb. 2016      | Thomas Stiller | Thomas Stiller |
| Der Polizist Joachim lebt zusammen mit seiner Ehefrau Olivia und seinem Sohn Carsten in einer Berliner Neubausiedlung. Die Ehe ist allerdings zerrüttet, und Joachim und Olivia begegnen sich unterkühlt und distanziert. Als Karrierefrau hat Olivia nur wenig Zeit für ihren Mann und Sohn Carsten. Als Joachims Prüfung zum Oberhauptkommissar bevorsteht, sucht er seelische Unterstützung bei seiner neuen Kollegin Susanne und verliebt sich in diese. Als Olivia von der Beziehung erfährt, droht die Ehe der beiden in die Brüche zu gehen. |                          |                    |                |                |
| 3 | Die Auslöschung          | 22. Feb. 2016      | Thomas Stiller | Thomas Stiller |
| Die Familie Rückert scheint nur auf den ersten Blick einem Bilderbuch entsprungen zu sein. Der Vater Holger ist Lehrer und ein großer Verfechter von Tugenden wie Ordnung und Benehmen. Sohn Torben beginnt allerdings aufzubegehren und gerät immer öfter mit seinem strengen Vater aneinander. Zudem scheint Holger die Beziehung seines Sohnes zu dessen besten Freund Bernd mehr als nur platonisch, und er will endlich wissen, ob Torben schwul ist. Als Torben erfährt, dass sein Vater einen hohen Geldbetrag auf einem Schweizer Konto angelegt hat, schmiedet er einen Plan. |                          |                    |                |                |

## Kontroverse
Bereits im September 2015 forderte Frieder Otto Wolf, Präsident des Humanistischen Verbands Deutschlands (HVD), den Sender RTL II auf, „den Titel der Serie unverzüglich zu ändern bzw. die Ausstrahlung unter diesem Titel zu unterlassen“. Dies wurde mit der inakzeptablen Verbindung von Konfessionsfreiheit als weltanschaulicher Haltung und dem Begehen von Tötungsdelikten begründet. Insbesondere die kausale Verknüpfung des Schlagwortes „gottlos“ und der Phrase „Warum Menschen töten“ sei gegenüber der niederländischen Serienvorlage zudem eine intendierte Verschärfung der Darstellung, von nichtreligiösen Menschen gehe eine Gefahr aus, und somit eine Form subtiler Diskriminierung bis hin zur Volksverhetzung. Der Sender wies diesen Vorwurf zurück.
Als Mitglied im Medienrat der Bayerischen Landeszentrale für neue Medien (BLM) wollte die Präsidentin der Israelitischen Kultusgemeinde München und Oberbayern, Charlotte Knobloch, die Vereinbarkeit des Titels mit den Programmgrundsätzen prüfen lassen.

## Einschaltquoten
Insgesamt schauten 0,93 Millionen Zuschauer die erste Folge, was einen schlechten Marktanteil von 2,7 Prozent für RTL II macht. In der Zielgruppe sorgten 0,70 Millionen Zuschauer für mittelmäßige 5,5 Prozent Marktanteil. Die zweite Folge erreichte für RTL II maue 2,5 Prozent Marktanteil bei 0,85 Millionen Zuschauern. Bei den 14- bis 49-Jährigen wurde ein schlechter Marktanteil von 4,9 Prozent ermittelt, was 0,58 Millionen Zuschauern entsprach. Die dritte Folge kam auf einen sehr schlechten Marktanteil von 1,9 Prozent und 0,61 Millionen Zuschauern insgesamt. Bei den 14- bis 49-Jährigen reichten 0,37 Millionen Zuseher für magere 3,3 Prozent Marktanteil in dieser Gruppe.